# Radio Costanzo Show
Radio Costanzo Show è stato un talk show radiofonico italiano, andato in onda dal 9 settembre 2013 al 3 gennaio 2017 il lunedì e il martedì dalle 19 alle 21 su RTL 102.5 con la conduzione di Maurizio Costanzo e Federica Gentile mentre dal 18 febbraio 2017 al 21 luglio 2019 su Radio 105 il sabato e la domenica dalle 11 alle 13 sempre da Costanzo ma con la co-conduzione di Carlotta Quadri.
Nato come spin-off di Onorevole DJ, inizia il 9 settembre 2013, ogni lunedì, con Pierluigi Diaco, Jolanda Granato e Maurizio Costanzo. Inizialmente in onda nella fascia compresa tra le 23 e l'1, da novembre dello stesso anno andava in onda dalle 19 e le 21. Le prime puntate con la nuova collocazione oraria vedevano in conduzione Pierluigi Diaco e Maria De Filippi, la quale prende il posto del marito per tre appuntamenti a causa di alcuni suoi problemi di salute. Da marzo 2014 alla Granato subentrava Federica Gentile, mentre Diaco lascia la trasmissione. Da settembre dello stesso anno il programma raddoppiava, andando in onda anche il martedì, sempre nella fascia serale.
Il 3 gennaio 2017 è l'ultima puntata trasmessa da RTL 102.5; durante questo appuntamento il giornalista annuncia che il programma non avrà un seguito; l'editore dell'emittente Lorenzo Suraci, ringraziando Costanzo per la collaborazione, comunica di aver fatto una nuova offerta al conduttore, che però preferisce declinarla.
Dal 18 febbraio 2017 al 21 luglio 2019 il programma è passato a Radio 105 che lo ha trasmesso il sabato e la domenica dalle 11 alle 13. Al fianco di Maurizio Costanzo la giornalista e voce storica di Radio 105, Carlotta Quadri. L'ultima puntata di Radio Costanzo Show su Radio 105 è andata in onda il 21 luglio 2019 dalle 12 alle 14 quando i conduttori hanno annunciato che da metà settembre saranno ancora insieme ma su un'altra emittente. Dal 9 settembre successivo Maurizio Costanzo torna in Rai conducendo dal lunedì al venerdì alle 11 su Isoradio il programma Strada facendo.